# Idioma arhuaco
Se denomina lengua arhuaco o ikʉ a la lengua amerindia de la familia chibchana usada por el pueblo autodenominado los «ika» de Colombia.
Hay 14.301 hablantes todos en Colombia principalmente en la región de Sierra Nevada de Santa Marta. El 90% de ellos son monolingües de su lenguaje aborigen. Algunos hablan el español, los porcentajes de alfabetismo son de 1 a 5% en arhuaco y el 15 a 25% en su idioma auxiliar, el español. Los usuarios tienen una identidad cultural así como tradiciones ancestrales y suelen ser de uso prolífero y vibrante de su idioma.
Es también conocido como: aruaco, bintuk, bíntukua, bintucua, ica, ijca, ijka, ika e ike.
Este idioma usa la estructura lingüística sujeto-objeto-verbo.

## Fonología
Vocales
Dentro del inventario vocálico de la lengua arhuaca se proponen seis fonemas vocálicos. Algunos autores proponen /ə/ como vocal la central, mientras que otros proponen /ʉ/
|        | Anteriores | Centrales | Posteriores |
| Altas  | i          | [ʉ]       | u           |
| Medias | e          | ə         | o           |
| Bajas  |            | a         |             |

Consonantes
Según con la descripción realizada por Landaburu (2002), el inventario consonántico de la lengua se compone de 16 consonantes. Sin embargo, otros autores sugieren dos fonemas glotales adicionales.
|              |           | labiales | alveolares | alveo- palatales | palatales | velares | glotales | labiovelar |
| ------------ | --------- | -------- | ---------- | ---------------- | --------- | ------- | -------- | ---------- |
| oclusivas    | sordas    | p        | t          |                  |           | k       | [ʔ]      |            |
| oclusivas    | sonoras   | b        | d          |                  |           | ɡ       |          |            |
| nasales      | nasales   | m        | n          |                  |           |         |          |            |
| fricativas   | sordas    | ɸ        | s          | ʃ                |           |         | [h]      |            |
| fricativas   | sonoras   |          | z          | ʒ                |           |         |          |            |
| africadas    | sordas    |          |            | t͡ʃ               |           |         |          |            |
| africadas    | sonoras   |          |            | d͡ʒ               |           |         |          |            |
| vibrantes    | vibrantes |          | r          |                  |           |         |          |            |
| aproximantes |           |          |            |                  | j         |         |          | w          |
Formación de la sílaba
Para la formación de la sílaba en la lengua arhuaca existen tres reglas:
- R1. Sílaba = ± margen prenuclear + vocal ± margen postnuclear.
- R2. Margen prenuclear = + consonante de inicio ± consonante intermedia.
- R3. Margen postnuclear = consonante de cierre.   
Los elementos para la formación de la sílaba son los siguientes:
- Vocales (V): i, e, a, ə [ʉ], o , u
- Consonantes de inicio (C1): p, b, w, ɸ, m, t, d, s, z, r, n, t͡ʃ, d͡ʒ, j , ʃ, k, g, h
- Consonantes intermedias (C2): w, j
- Consonantes de cierre (C3): ʔ, n, m, r, w, j  En algunos casos /r/ puede aparecer como C2.

### Acento
En la lengua iku, el acento suele recaer en la penúltima sílaba de la palabra. En el caso de palabras monosilábicas, el acento se coloca sobre la única sílaba disponible. Cuando la palabra tiene más de tres sílabas, puede presentarse un acento secundario, generalmente ubicado a dos sílabas de distancia del acento principal.
Ciertos morfemas gramaticales monosilábicos, como enclíticos, prefijos y sufijos, no se consideran en el conteo silábico para la ubicación del acento, ya que no influyen en la estructura prosódica de la palabra.